# Obozisko
Obozisko (inna nazwa Osiedle Jacka Malczewskiego) – dzielnica mieszkaniowa Radomia, usytuowana w pn.-zach. części miasta, zajmująca powierzchnię ok. 0,6 km². Ograniczone jest rzeką Mleczną od zachodu, ulicą Rybną od północy, ulicami: Warszawską i Jacka Malczewskiego od wschodu oraz od południa ulicą Stanisława Wernera. Od zachodu sąsiaduje z Kapturem, od północy z Koniówką, od wschodu XV Leciem, a od południa i południowego wschodu ze Śródmieściem. Przez dzielnicę przepływa Potok Północny.

## Historia
Dawniej niewielka osada położona na północ od miasta, której grunty niemalże dotykały murów miejskich. W I poł. XIX wieku tereny położone przy trakcie warszawskim (obecnie ulica Jacka Malczewskiego i Warszawska) należące niegdyś do probostwa radomskiego, władze przekazały na koszary. W latach międzywojennych przeprowadzono parcelację gruntów na terenie Oboziska i planowano wprowadzenie zabudowy jednorodzinnej. Na przeszkodzie tym zamierzeniom stanął wybuch II wojny światowej. Po wojnie na terenie osiedla wzniesiono zwartą zabudowę wielorodzinną złożona z 18 budynków 4-kondygnacyjnych (najwcześniej w Radomiu). Na tzw. Starym Obozisku (na północ od ul. Parkowej) dominuje niska i chaotyczna zabudowa jednorodzinna. 
Część Oboziska położona poniżej Potoku Północnego została włączona do Radomia w 1899 r., natomiast pozostała część 1.11.1916 roku.

## Nazwa
Nazwa Obozisko może mieć związek z obradami Trybunału Koronnego w Radomiu, na które zjeżdżały do miasta tłumy ludzi - osoby towarzyszące, handlarze, kupcy, ciekawscy itd. Większość z nich, z powodu braku miejsca w zajazdach i domach prywatnych lokowała się w namiotach rozbijanych na terenie, nazywanym stąd później Oboziskiem.

## Infrastruktura i transport
Dzielnica jest dobrze skomunikowana z innymi częściami miasta. Głównymi ulicami są: Malczewskiego, Warszawska, Rodziny Winczewskich, Wernera i Szarych Szeregów.
Na Obozisko można dojechać następującymi liniami komunikacji miejskiej w Radomiu: 4,11,12,19,23.
Obecnie znajduje się tutaj wiele obiektów o funkcji edukacyjnej, kulturotwórczej, handlowej oraz rekreacyjnej, m.in.:

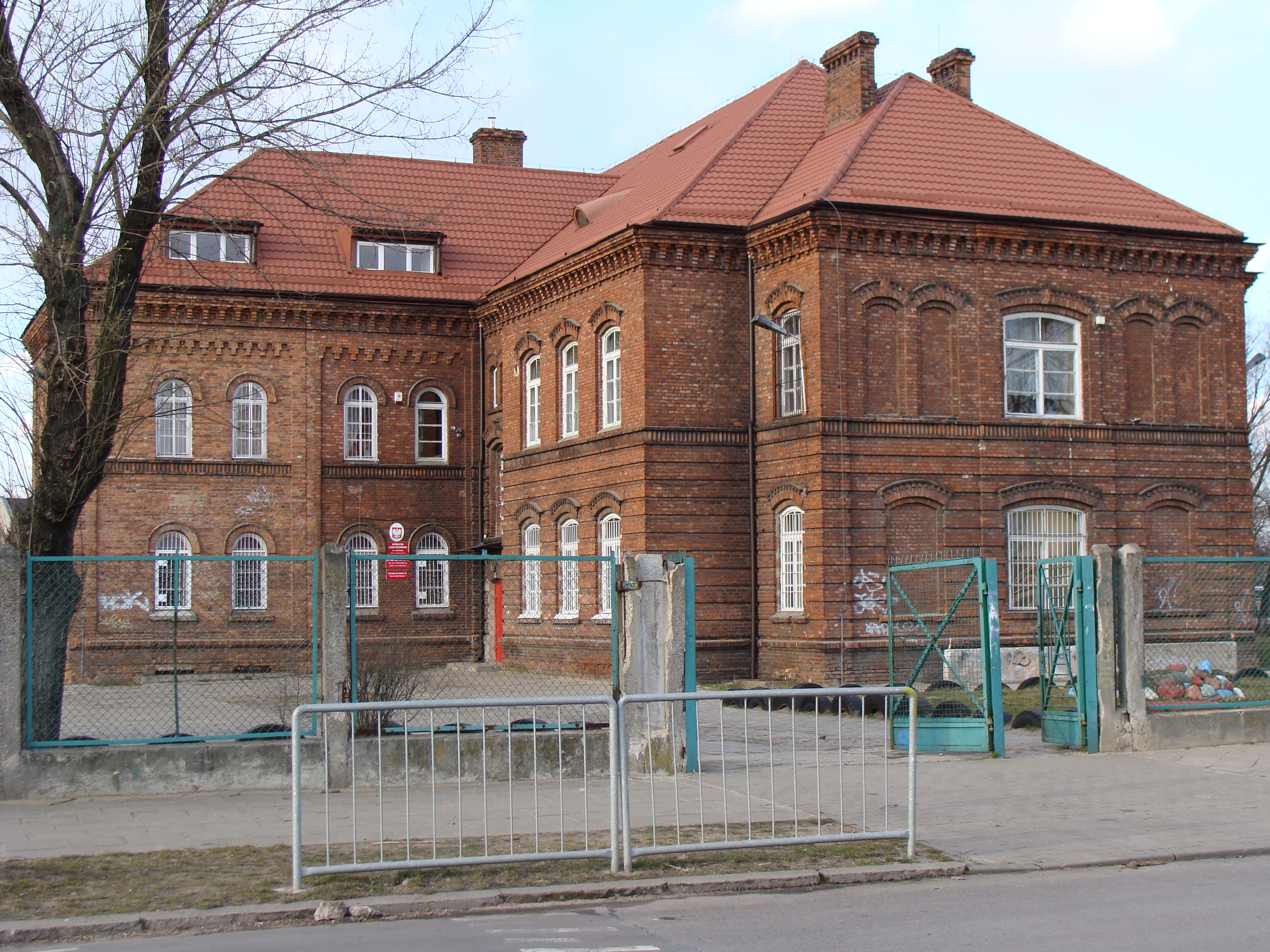
Budynek Niepublicznej Szkoły Podstawowej im. Juliusza Słowackiego w Radomiu przy ul. Parkowej. Dawniej PSP nr 27 im. J. Słowackiego.

- Niepubliczna Szkoła Podstawowa im. Juliusza Słowackiego w Radomiu
- Ogródek Jordanowski
- Zespół Szkół Skórzano-Odzieżowych, Stylizacji i Usług
- Przychodnia Medycyny Pracy
- Ośrodek Szkolno-Wychowawczy dla Dzieci Niesłyszących lub Słabosłyszących
- Automobilklub Radomski
- Targowisko "Korej"
- Galeria "Gama" OBI
- Parafia rzymskokatolicka pw. Matki Bożej Bolesnej
- Cerkiew prawosławna pod wezwaniem św. Mikołaj
- Park im. Jacka Malczewskiego
- Miejski Ośrodek Kultury "Amfiteatr"
- Budynek rektoratu Uniwersytetu Technologiczno-Humanistycznego im. Kazimierza Pułaskiego w Radomiu
- Publiczne Gimnazjum nr 5 im. Jacka Malczewskiego

Planowane jest także wybudowanie zespołu budynków sądu rejonowego, tzw. "domu sprawiedliwości".